# Edgar (Nebraska)
Edgar es una ciudad ubicada en el condado de Clay en el estado estadounidense de Nebraska. En el Censo de 2010 tenía una población de 498 habitantes y una densidad poblacional de 243,39 personas por km².

## Geografía
Edgar se encuentra ubicada en las coordenadas 40°22′6″N 97°58′16″O / 40.36833, -97.97111. Según la Oficina del Censo de los Estados Unidos, Edgar tiene una superficie total de 2.05 km², de la cual 2.05 km² corresponden a tierra firme y (0%) 0 km² es agua.

## Demografía
Según el censo de 2010, había 498 personas residiendo en Edgar. La densidad de población era de 243,39 hab./km². De los 498 habitantes, Edgar estaba compuesto por el 97.59% blancos, el 0% eran afroamericanos, el 0.2% eran amerindios, el 0% eran asiáticos, el 0% eran isleños del Pacífico, el 1.41% eran de otras razas y el 0.8% pertenecían a dos o más razas. Del total de la población el 2.61% eran hispanos o latinos de cualquier raza.